# 圣马蒂诺-阿尔塔利亚门托
圣马蒂诺-阿尔塔利亚门托（義大利語：San Martino al Tagliamento），又译为塔利亞門托河畔圣马蒂诺，是意大利弗留利-威尼斯朱利亚大区波代诺内省的一个市镇。总面积17.83平方公里，人口1529人，人口密度85.8人/平方公里（2009年）。ISTAT代码为093039。